# Takamatsu
Takamatsu (jap. 高松市 Takamatsu-shi) – miasto portowe położone w Japonii, stolica prefektury Kagawa, na wyspie Sikoku.
Miasto portowe, położone nad Morzem Wewnętrznym Seto. Rozrastało się pod rządami daimyō jako miasto zamkowe w lennie Takamatsu w okresie Edo. 
Takamatsu jest miastem o dużej koncentracji filii ogólnokrajowych firm, które odgrywają znacząca rolę w gospodarce miasta. 
Wieża zamkowa, dawniej uznawana za symbol miasta, została zniszczona w okresie Meiji. W 2004 roku budowa Symbol Tower, nowego symbolu Takamatsu, została zakończona. Symbol Tower znajduje się w obszarze Sunport Takamatsu. W mieście znajduje się port lotniczy Takamatsu.
26 września 2005 roku miasteczko Shionoe z powiatu Kagawa zostało włączone do Takamatsu. Z dniem 10 stycznia 2006 roku częścią miasta zostały miasteczka Aji i Mure, oba z powiatu Kita, miasteczka Kagawa i Konan, z powiatu Kagawa, a także i miasteczko Kokubunji z powiatu Ayauta.
W mieście rozwinął się przemysł maszynowy, metalowy, włókienniczy, chemiczny, drzewny, papierniczy oraz spożywczy.

## Historia
Miasto zostało oficjalnie założone 15 lutego 1890 roku. Było ono politycznym i gospodarczym centrum na tym obszarze od okresu Edo, odkąd klan Matsudaira ustanowił Takamatsu stolicą ich hanu.

### Naloty podczas II wojny światowej
Takamatsu zostało obrane za cel nalotów przez dowództwo Stanów Zjednoczonych (XXI Bomber Command), ponieważ miasto było ważnym węzłem kolejowym i drogowym Sikoku. Istniało tam także wiele zakładów przemysłowych o zasadniczym znaczeniu dla prowadzenia działań wojennych.
3 lipca 1945 roku o 18:40 (JST) 128 Aircraft rozpoczął bombardowanie Takamatsu. Ponad 800 ton bomb zapalających zostało zrzucone na Takamatsu, niszcząc 78% zabudowań miasta.

## Populacja
Zmiany w populacji Takamatsu w latach 1970–2015:
| Rok  | Populacja |
| ---- | --------- |
| 1970 | 327 170   |
| 1975 | 360 024   |
| 1980 | 386 547   |
| 1985 | 401 020   |
| 1990 | 406 853   |
| 1995 | 412 626   |
| 2000 | 416 680   |
| 2005 | 418 125   |
| 2010 | 419 429   |
| 2015 | 420 943   |

## Klimat
| Miesiąc                              | Sty   | Lut   | Mar   | Kwi   | Maj   | Cze   | Lip   | Sie   | Wrz   | Paź   | Lis   | Gru   | Roczna |
| ------------------------------------ | ----- | ----- | ----- | ----- | ----- | ----- | ----- | ----- | ----- | ----- | ----- | ----- | ------ |
| Rekordy maksymalnej temperatury [°C] | 18.9  | 24.0  | 25.5  | 30.9  | 32.3  | 36.5  | 38.2  | 37.8  | 37.0  | 33.5  | 26.6  | 21.2  | 38,2   |
| Średnie temperatury w dzień [°C]     | 9.3   | 9.6   | 12.9  | 19.0  | 23.6  | 26.7  | 30.7  | 31.7  | 27.6  | 22.2  | 16.8  | 11.9  | 20,2   |
| Średnie dobowe temperatury [°C]      | 5.3   | 5.4   | 8.4   | 13.9  | 18.6  | 22.5  | 26.6  | 27.4  | 23.5  | 17.7  | 12.4  | 7.5   | 15,8   |
| Średnie temperatury w nocy [°C]      | 1.2   | 1.2   | 3.7   | 8.9   | 13.7  | 18.8  | 23.1  | 23.6  | 19.8  | 13.2  | 7.8   | 3.0   | 11,5   |
| Rekordy minimalnej temperatury [°C]  | -7.7  | -6.0  | -4.4  | -2.4  | 2.8   | 7.5   | 15.3  | 15.8  | 9.4   | 2.0   | -1.8  | -5.6  | −7,7   |
| Opady [mm]                           | 39.3  | 47.6  | 73.3  | 86.4  | 100.1 | 158.5 | 134.6 | 92.3  | 187.2 | 108.2 | 62.4  | 33.8  | 1123,6 |
| Opady śniegu [cm]                    | 1     | 2     | 0     | 0     | 0     | 0     | 0     | 0     | 0     | 0     | 0     | 0     | 3      |
| Wilgotność [%]                       | 64    | 64    | 6     | 66    | 68    | 74    | 76    | 74    | 76    | 73    | 70    | 67    | 70     |
| Średnie usłonecznienie [h]           | 143.6 | 142.0 | 171.0 | 191.8 | 210.0 | 165.1 | 205.6 | 225.6 | 155.6 | 169.9 | 145.7 | 150.9 | 2076,8 |
| Źródło:                              |       |       |       |       |       |       |       |       |       |       |       |       |        |

## Galeria

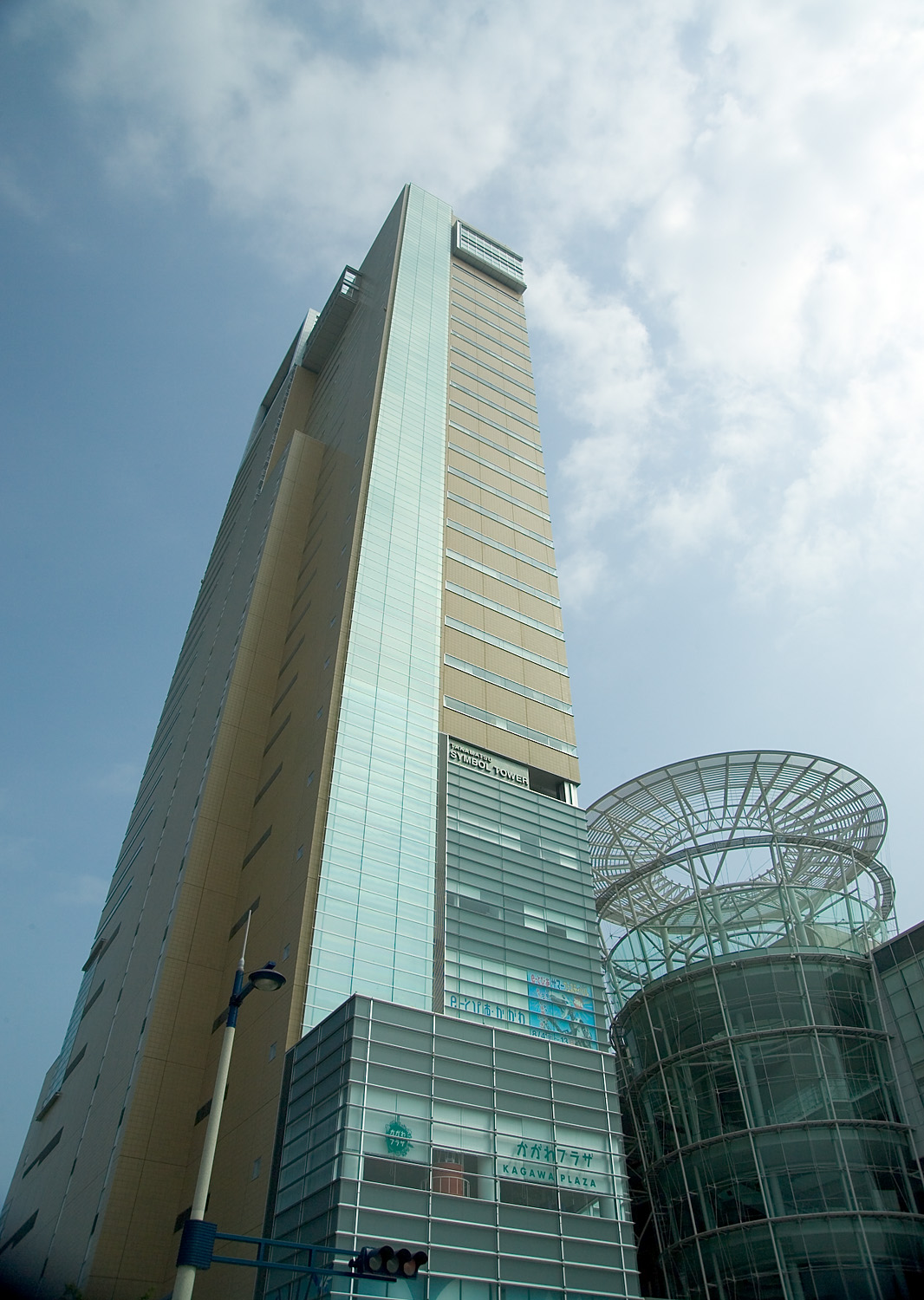
Symbol Tower
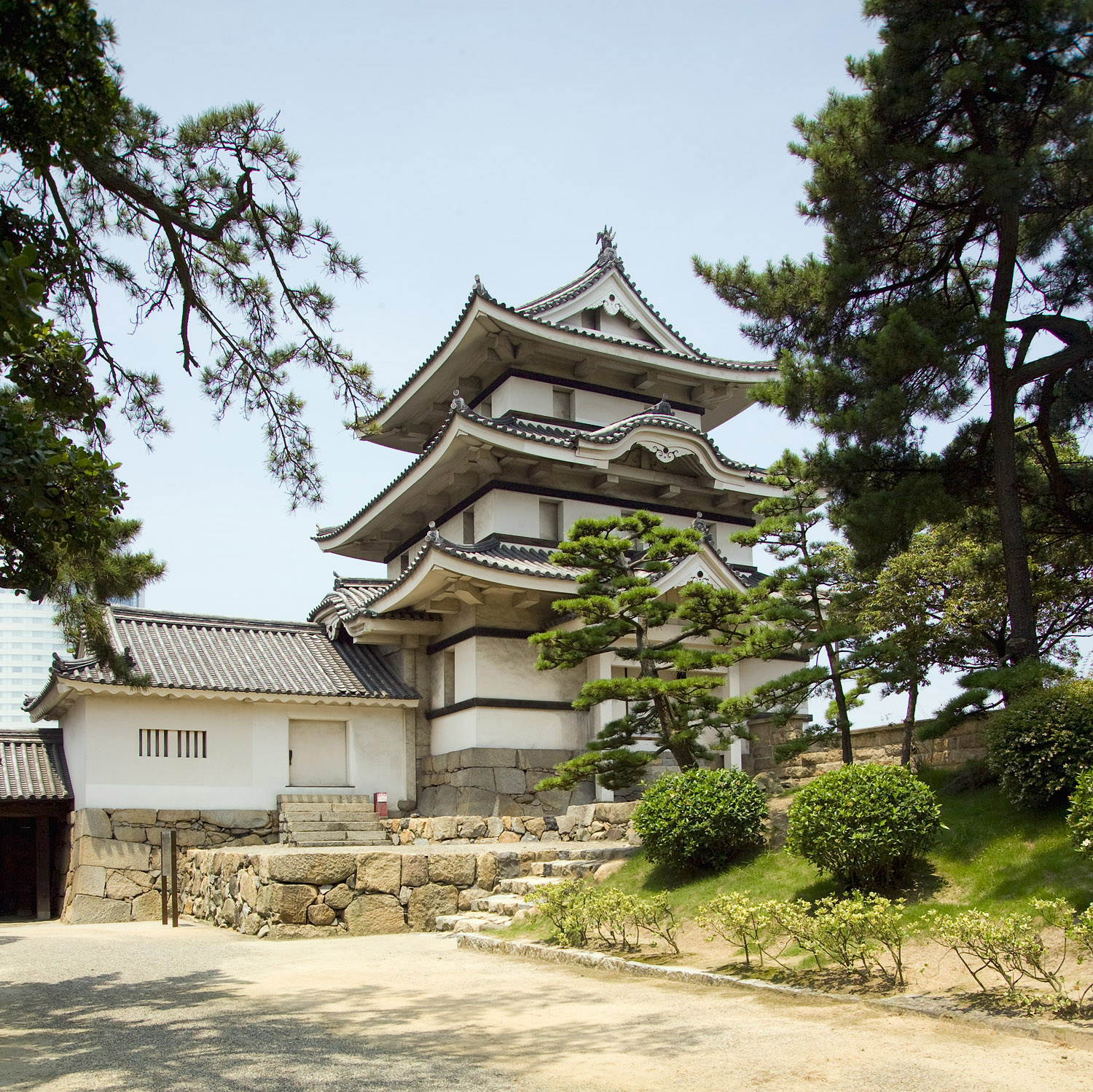
Zamek Takamatsu
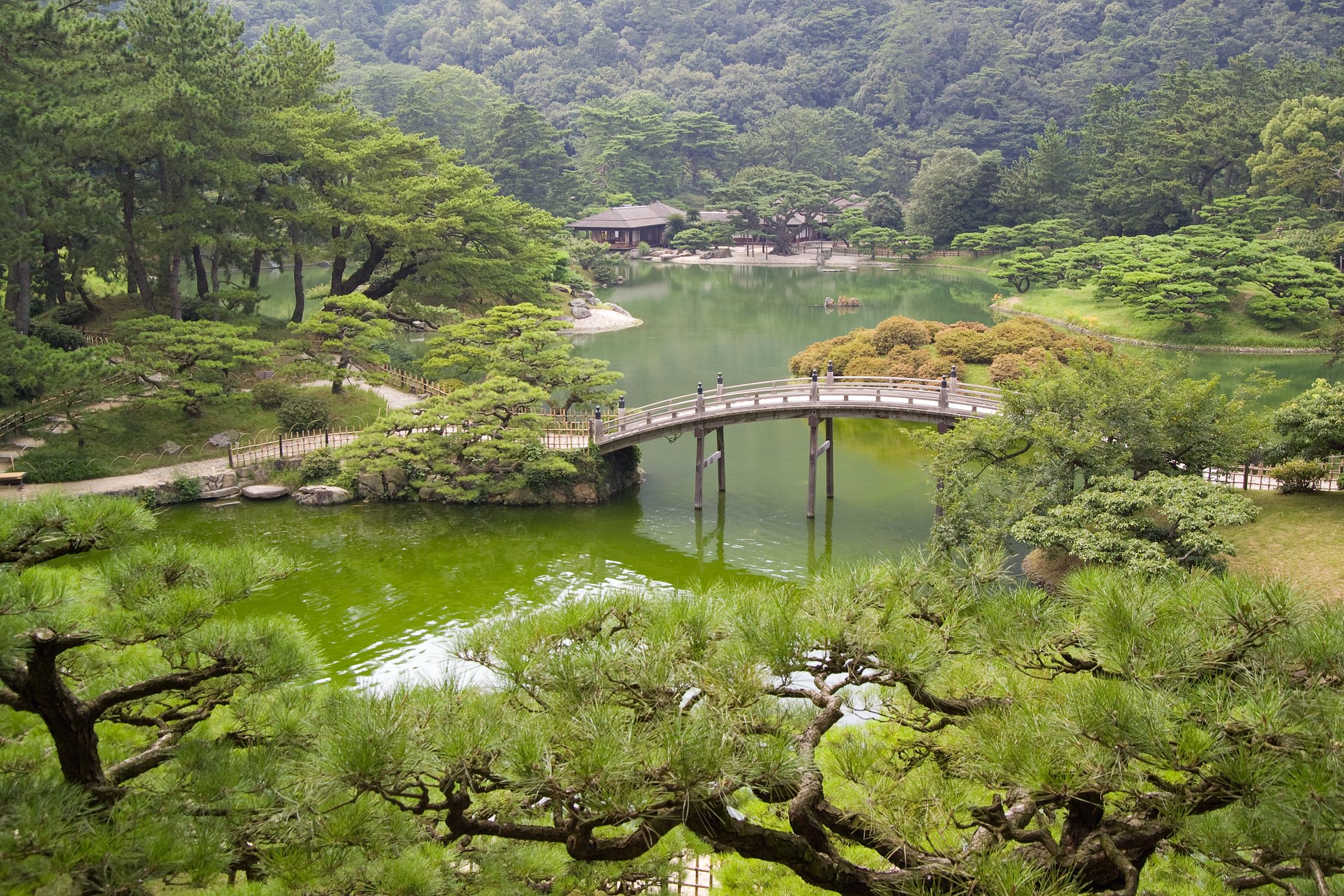
Ogród Ritsurin

## Miasta partnerskie
- St. Petersburg
- Tours
- Nanchang